# لاتصنع الغضروف
الودانة أو لاتَصَنُّع العضروف أو الدحدحة أو عجز النمو الغضروفي أو نقص تعظم الكراديس(بالإنجليزية: Achondroplasia)‏ هو مرض وراثي للهيكل العظمي، حيث يكون هناك تعظم غضروفي باطني ناتج عن التقزم. وتتحد المشاشات والجدول مبكراً ولا يتم نمو العظام الطويلة، وتثخن العظام الطويلة وتقوى.
الودانة هي حالة جينية وراثية تؤدي إلى قصر القامة بشكل غير طبيعي أي القزامة، وهي السبب الأكثر شيوعا لقصر القامة مع أطراف قصيرة على نحو غير متناسب. ارتفاع متوسط من شخص بالغ مع ودانة هو 131 سم في الذكور و124 سم في الإناث. على الرغم من أن الودانة تعني حرفيا «بدون تشكيل الغضروف»، فإن الخلل في ودانة ليست في تشكيل الغضروف لكن في تحويلها إلى العظام، وخاصة في العظام الطويلة.
الودانة هي واحدة من أقدم العيوب الخلقية المعروفة. ويقدر تواتر الودانة ليتراوح ما بين حوالي 1 في 10,000 مولود في أمريكا اللاتينية إلى نحو 12 في 77,000 في الدنمارك. والرقم المتوسط في جميع أنحاء العالم هو ما يقرب من 1 في 25000 مولود.

## الأسباب
في بعض الحالات، يرث الطفل الودانة من أحد الوالدين، ولكن معظم الحالات - حوالي 90% - هي سبب طفرة جديدة في الأسرة. هذا يعني أن الوالدين يكونوا من طول متوسط وليس لديهم هذا الجين غير الطبيعي.
ومع ذلك، فإن الناس مع دانة لديهم فرصة 50 في المئة لتمرير هذا الجين للطفل. إذا كان كل من الوالدين يعاني من الودانة، فهناك فرصة بنسبة 50% لإنجاب طفل مع ودانة، فرصة 25 في المئة ان الطفل سوف لن يرث هذا الجين وأن يكون ذو طول متوسط، وهناك فرصة بنسبة 25% أن الطفل سيرث جين واحد غير طبيعي من كل من الوالدين، والتي يمكن أن تؤدي إلى مشاكل في الهيكل العظمي الحاد الذي يؤدي في كثير من الأحيان في الوفاة المبكرة.
الآباء الذين تتجاوز أعمارهم 45 عاما لديهم فرصة أكبر لإنجاب الأطفال الذين يعانون من اضطرابات وراثية معينة بما في ذلك ودانة. ولم يكشفوا الباحثين طفرة في الحيوانات المنوية بشكل خاص ما يرتبط هذا الاضطراب.

## الأعراض والعلامات
وفيما يلي الأعراض الأكثر شيوعا للودانة. لكن يمكن كل طفل يعاني من أعراض مختلفة.
- قصر الأطراف العليا والسفلى، ويكون العضدين والفخذين أكثر قصراً من الساعدين والساقين
- كبر حجم الرأس مع الجبين البارز وتصفيح جسر الأنف
- أسنان مزدحمة أو منحرفة
- انحناء أسفل العمود الفقري - وهي حالة تسمى أيضا قعس الذي قد يؤدي إلى حداب، أو تكون حدبة صغيرة بالقرب من الكتفين التي عادة ما تختفي بعد أن يبدأ الطفل المشي
- القنوات الفقرية الصغيرة - قد يؤدي إلى ضغط الحبل الشوكي في سن المراهقة. في بعض الأحيان الأطفال الذين يعانون من الودانة قد يموتون فجأة في مرحلة الطفولة أو في مرحلة الطفولة المبكرة في نومهم بسبب ضغط النهاية العلوية من النخاع الشوكي، والتي تتدخل في التنفس.
- انحناء الساقين
- القدمين مسطحتين التي تكون قصيرة وعريضة
- مساحة زائدة بين اصابع المتوسطة وإصبع الخاتم
- ضعف توتر العضلات ومفاصل فضفاضة
- تكرار التهاب الأذن الوسطى الذي قد يؤدي إلى فقدان السمع
- الذكاء طبيعي
- تأخر مراحل تطور الطفل مثل المشي والذي قد تحدث بين 18 إلى 24 شهرا بدلا من حوالي سنة واحدة من العمر.

## العلاج
حاليا، لا توجد وسيلة للوقاية من الودانة، لأن معظم الحالات تنجم عن طفرات جديدة غير متوقعة. قد يعالج الأطباء بعض الحالات مع هرمون النمو ولكنه لا يؤثر على الطول الفرد مع الودانة كثيرا. في بعض الحالات الخاصة جدا، يمكن النظر في عملية جراحية لإطالة الساقين.
من المهم جدا التأكد من تشوهات العظام، وخصوصا في الظهر. هذه المشاكل يمكن أن تسبب صعوبات في التنفس وألم في الساق. ق الحداب أو «حدس ظهر» تحتاج إلى تصحيح من خلال عملية جراحية إذا لم تصحح نفسها عندما يبدأ الطفل على المشي. هناك عملية أخرى للمساعدة على الركوع في الساقين.
قد يعاني بعض الأطفال من التهابات الأذن. ينبغي أن يعالج هؤلاء في أقرب وقت ممكن للوقاية من فقدان السمع. قد تحدث مشاكل في الأسنان وقد تحتاج إلى تقويم من قبل اختصاصي تقويم الأسنان.

## التشخيص
يمكن الكشف عن الودانة قبل الولادة عن طريق استخدام الموجات فوق الصوتية قبل الولادة. يمكن إجراء اختبار الحمض النووي قبل الولادة للكشف عن جود زيجوت متماثلة، حيث تكون نسختين موروثين من الجين الطافر، وهي حالة قاتلة مما يؤدى إلى ولادة ميتة.